# Petar Stambolić
Petar Stambolić (Brezova, 1912-Belgrado, 21 de septiembre de 2007) fue un político yugoslavo.

## Biografía
Nació en 1912 en Brezova (cerca de Ivanjica), entonces parte del Reino de Serbia. Durante la Segunda Guerra Mundial participó con los partisanos yugoslavos en la batalla de Sjenica.
Ejerció el cargo de presidente del Consejo Ejecutivo de la República Socialista de Serbia entre 1948 y 1953. Desempeñó también los cargos de presidente del Consejo Ejecutivo Federal de la RFS de Yugoslavia entre junio de 1963 y mayo de 1967 y de presidente de la presidencia colectiva de Yugoslavia entre mayo de 1982 y mayo de 1983.
Falleció en Belgrado el 21 de septiembre de 2007.